# يوسف ما ديشين
يوسف ما ديشين (1794 - 1874م) كان أحد علماء الدين الإسلامي من الصين، وهو من قومية الهوي. اشتهر بطلاقته وبراعته في اللغة العربية والفارسية وبعلمه في الدين الإسلامي.

## كتاباته
أصدر ما ديشين أول ترجمة صينية للقرآن، كما كتب عديد من الكتب بالعربية والفارسية عن الإسلام. أشهر كتاباته تقارن بين الثقافة الإسلامية والفلسفة الكونفوشية وقد حاول أن يبحث عن أساس نظري ولاهوتي للربط بينهما.